# Тупой (гора)
Тупой (укр. Тупий) — высочайшая вершина массива Тупой (часть Вулканического хребта) в Украинских Карпатах. Расположена в Хустском районе Закарпатской области Украины, на северо-восток от села Малый Раковец.
Высота — 878,5 м. Форма вершины — куполообразная. Состоит из андезитов, андезито-базальтов, базальтов и туфов. Склоны асимметричны: северные и восточные — крутые, южные и западные — пологие. Склоны и вершина покрыты лесом, кроме небольшого участка на юго-восточном склоне. Западные отроги простираются до населенных пунктов: с. Малый Раковец и с. Имстичово; сильно изменены в результате антропогенной деятельности. Верхний ярус горы занят буковыми лесами, нижний — буково-грабовыми.
На юго-востоке от вершины на расстоянии 2,4 км расположена гора Китица (841 м). На северо-восточном склоне начинает свой исток поток Быстрая, который впадает в реку Боржаву.
Ближайшие населённые пункты: село Малый Раковец и село Имстичово.